# Malaya (Schiff)
HMS Malaya war ein Schlachtschiff der Queen-Elizabeth-Klasse, das in den 1910er-Jahren für die Royal Navy gebaut wurde.

## Geschichte
Die Malaya wurde am 20. Oktober 1913 auf Kiel gelegt, am 18. März 1915 vom Stapel gelassen und am 19. Februar 1916 für den Einsatz im 5. Schlachtgeschwader unter dem Kommando von Konteradmiral Evan-Thomas in Dienst gestellt.

### Erster Weltkrieg

#### Skagerrakschlacht

Manöver der britischen (blau) und deutschen (rot) Flotte vom 31. Mai bis 1. Juni 1916

In dem Versuch, einen Teil der Grand Fleet aus ihren Häfen zu locken und zu vernichten, verließ die deutsche Hochseeflotte, bestehend aus 16 Schlachtschiffen, sechs Einheitslinienschiffen und weiteren Schiffen, am frühen Morgen des 31. Mai Wilhelmshaven. Der Plan sah vor, dass Admiral Hipper mit den Schlachtkreuzern der 1. und den leichten Kreuzern der 2. Aufklärungsgruppe Wilhelmshaven verlassen und nach Norden außer Sichtweite der dänischen Küste vorstoßen würde. Dort sollte er durch Angriffe auf die Küstenstädte ein Auslaufen von britischen Schiffen provozieren und sie in Richtung der Hochseeflotte locken. Die nachrichtendienstliche Abteilung der britischen Admiralität Room 40 hatte den deutschen Funkverkehr mit den Operationsplänen abgefangen und entschlüsselt. Daraufhin befahl die Admiralität Jellicoe und Beatty, noch in der Nacht mit der Grand Fleet von Scapa Flow, Cromarty und Rosyth auszulaufen, um die Hochseeflotte abzuschneiden und zu vernichten. 
 Nachdem das 5. Schlachtgeschwader am Morgen von Rosyth aus in See gestochen war, ordnete Beatty um 14:15 Uhr eine Kursänderung nach Nordosten an, um sich mit der Grand Fleet zu vereinigen. Um 15:20 Uhr entdeckten Hippers Schlachtkreuzer Beattys Schlachtkreuzer. Um 15:32 Uhr ordnete Beatty eine Kursänderung nach Ost-Südost an, um die Rückzugslinie der Deutschen abzuschneiden. Hipper befahl seinen Schiffen, nach Steuerbord abzudrehen und einen südöstlichen Kurs einzuschlagen. Mit dieser Wende fiel Hipper auf die Hochseeflotte zurück, die 97 km hinter ihm lag. Beatty änderte daraufhin ebenfalls seinen Kurs nach Osten, um auf Hipper aufzuschließen.
Um 16:08 Uhr hatte das 5. Schlachtgeschwader die Nachhut der deutschen Schlachtkreuzer erreicht und die Malaya eröffnete zusammen mit der Warspite das Feuer auf die von der Tann, die einen Treffer erhielt. Die Situation änderte sich, als um 16:40 Uhr die deutschen Schlachtschiffe in Sicht kamen. Da Beatty es versäumt hatte, seine Absichten ausreichend zu signalisieren, als er gegen 16:48 Uhr nach Norden abdrehte, befanden sich die Schlachtschiffe des 5. Schlachtgeschwaders auf einem entgegengesetzten Kurs und steuerten an den Schlachtkreuzern vorbei – aber ohne Sichtkontakt mit diesen – auf den sich nähernden Hauptteil der Hochseeflotte zu. Um 16:54 Uhr bemerkte Thomas seinen Fehler und begann seine Schiffe zu wenden. Gegen 17:10 Uhr eröffneten die König und die Kronprinz aus einer Entfernung von 17 Kilometern das Feuer auf das 5. Schlachtgeschwader, welches das Feuer auf die deutschen Schiffe erwiderte. Gemeinsam mit der Warspite trug die Malaya in diesem 30-minütigen Gefecht die Hauptlast des 5. Schlachtgeschwaders. Mit der einsetzenden Dunkelheit endete diese Phase der Schlacht.
Beatty war in der Zwischenzeit weiter nach Westen geschwenkt, um den Abstand zwischen sich und den Deutschen zu vergrößern. Um 17:45 Uhr drehte er nach Osten ab, um eine Position vor der Grand Fleet einzunehmen. Hipper wendete seine Schiffe um 18:05 Uhr nach Süden, um auf Scheers vorrückende Schlachtschiffe zurückzufallen. Evan-Thomas wendete um 18:06 Uhr nach Nordosten und drehte dann langsam nach Südosten, als er die Grand Fleet entdeckte. Um 18:17 Uhr musste er feststellen, dass es sich nur um die Nachhut handelte. Daher sah er sich gezwungen, nach Norden abzudrehen, um sein Geschwader hinter der Grand Fleet in Stellung zu bringen. Dies dauerte einige Zeit und seine Schiffe mussten auf 12–18 Knoten (22–33 km/h) verlangsamen, um das Feuer der britischen Schiffe nicht zu blockieren. Das 5. Schlachtgeschwader konzentrierte sein Feuer auf die deutschen Schlachtschiffe, nachdem es die Schlachtkreuzer aus den Augen verloren hatte. Es wurden keine Treffer beobachtet. Anschließend stellten sie das Feuer ein und drehten nach Norden ab. Die Malaya feuerte während der Schlacht insgesamt 215 Granaten ab, erzielte zwischen fünf und zehn Treffer und wurde selbst mindestens acht Mal getroffen.

### Anschließende Aktivitäten
Die Grand Fleet lief am 18. August aus, um die Hochseeflotte auf ihrem Vormarsch in die südliche Nordsee aus dem Hinterhalt anzugreifen, aber eine Reihe von Fehlmeldungen hinderte Jellicoe daran, die deutsche Flotte abzufangen, bevor sie in den Hafen zurückkehrte. Zwei leichte Kreuzer wurden während der Operation von deutschen U-Booten versenkt, was Jellicoe zu der Entscheidung veranlasste, die größeren Einheiten der Flotte südlich von 55° 30' Nord nicht zu riskieren, da es dort viele deutsche U-Boote und Minen gab. Die Admiralität stimmte dem zu und legte fest, dass die Grand Fleet nicht ausrücken würde, es sei denn, die deutsche Flotte versuchte eine Invasion Großbritanniens oder es bestand die große Möglichkeit, dass sie unter geeigneten Bedingungen zu einem Gefecht gezwungen werden könnte.
Am 22. April 1918 fuhr die Hochseeflotte zum letzten Mal nach Norden, um einen Konvoi nach Norwegen abzufangen, musste aber zwei Tage später umkehren, nachdem der Schlachtkreuzer Moltke einen Maschinenschaden erlitten hatte. Die Grand Fleet lief am 24. April von Rosyth aus, als die Operation entdeckt wurde, konnte die Deutschen aber nicht mehr einholen.

### Zwischenkriegszeit
Im April 1919 wurde die Malaya dem 2. Schlachtgeschwader der Atlantikflotte zugeteilt, besuchte Cherbourg und überführte 1920 eine alliierte Kontrollkommission nach Deutschland, um die Abrüstungsbedingungen des Waffenstillstandes in deutschen Häfen zu überprüfen. Im Mai 1921 wurde sie dem 1. Schlachtgeschwader zugewiesen. Im Dezember brachte sie den Herzog von Connaught nach Indien und besuchte die Föderierten Malaiischen Staaten, bevor sie im März 1921 in die Heimat zurückkehrte. Aufgrund des Griechisch-Türkischen Krieges wurde die Malaya im September 1922 ins Mittelmeer beordert und transportierte im März 1923 den letzten osmanischen Herrscher, Sultan Mehmed VI., ins Exil nach Malta. Anschließend kehrte sie in die Heimat zurück und nahm am 26. Juli an der Flottenschau in Spithead teil. Am 1. November wurde das Schiff der Mittelmeerflotte zugewiesen. Dort kreuzte sie während des Wafd-Aufstands in Ägypten zusammen mit der Barham und Ramillies von Dezember 1927 bis Februar 1928 entlang der westafrikanischen Küste. Anschließend kehrte sie in die Heimat zurück, wo sie für Umbaumaßnahmen am 20. September in Portsmouth ausgemustert wurde. Nach dem Abschluss der Arbeiten am 21. Februar 1929 kehrte sie wieder ins Mittelmeer zurück. Im November 1929 wurde das Schiff zum 2. Schlachtgeschwader der Atlantikflotte versetzt und besuchte Mitte 1930 zusammen mit der Barham Trondheim, wo sie am 9. Juni eine Salve anlässlich der Geburt von Prinzessin Ragnhild abfeuerten. Vom 20. Oktober 1934 bis zum Dezember 1936 wurde sie für weitere Umbauten in Devonport erneut ausgemustert und am 19. Januar 1937 dem 1. Schlachtgeschwader der Mittelmeerflotte zugeteilt. Im Februar 1937 kollidierte sie auf dem Weg nach Malta vor Porto mit dem holländischen Schiff SS Kertesene, so dass sie für Reparaturen nach Devonport zurückkehren musste. Am 1. Juli konnte sie wieder in See stechen und erreichte Malta vier Tage später. Im September 1938 wurde sie während des arabischen Aufstands in Palästina nach Haifa beordert, um die Repulse zu entsetzen.

### Zweiter Weltkrieg
Zu Beginn des Zweiten Weltkrieges wurde die Malaya zunächst zur Jagd auf deutsche Handelsstörer eingesetzt. Am 6. Oktober 1939 wurde sie in den Indischen Ozean abkommandiert, wo sie im Golf von Aden kreuzte, um Force J bei der Suche nach der Graf Spee zu unterstützen. Am 7. Dezember wurde sie zur Konvoisicherung zur North Atlantic Escort Force abkommandiert, welche die vier Schlachtschiffe der Revenge-Klasse umfasste und eher administrativen als taktischen Zwecken diente, sodass die Schiffe bei Bedarf unabhängig voneinander eingesetzt wurden.

#### Mittelmeer
Aufgrund der drohenden Gefahr eines Kriegseintritts Italiens wurde die Malaya im Mai 1940 zur Mittelmeerflotte abkommandiert, wo sie an der Versorgungsoperation für Malta teilnahm.
Am 9. Juli 1940 beteiligte sie sich als Teil der Force C von Vizeadmiral Henry Pridham-Wippell an der Seeschlacht bei Punta Stilo. Während der Schlacht, die unentschieden endete, wurden mehrere Schiffe auf beiden Seiten beschädigt, darunter auch die Malaya, die bei einem italienischen Luftangriff Splitterschäden erlitt. Am 15. August 1940 beschoss sie zusammen mit der Warspite, der Ramillies und der Kent Bardia und Fort Capuzzo. Mit dem Beginn von Operation Hats am 29. August vereinigte sich die Mittelmeerflotte, bestehend aus Malaya, Warspite, Eagle, dem 3. und 7. Kreuzergeschwader sowie 13 Zerstörern, mit Force F, bestehend aus der Valiant, der Illustrious und den Kreuzern Calcutta und Coventry, um Konvoi MF.2, bestehend aus drei Frachtern mit 36.000 t Nachschub, darunter Verstärkung und Munition, nach Malta zu geleiten. Bei ihrer Rückkehr teilte Cunningham seine Flotte in Force E, bestehend aus der Malaya, der Eagle, der Coventry und sechs Zerstörern, und Force I, bestehend aus der Warspite, der Valiant, der Illustrious, der Calcutta und den restlichen Zerstörern. Force E sollte sich von Süden her Kreta nähern und Force I eine Position nordöstlich beim Dodekanes einnehmen. Dort sollten sie einige Tage lang patrouillieren in der Hoffnung, die italienische Marine abzufangen, falls sie die italienische Armee bei ihrer Invasion in Griechenland unterstützte, aber es kam zu keinem Kontakt. Vom 8. bis zum 14. Oktober begleitete die Malaya Konvoi MF.3 von Alexandria nach Malta und Konvoi ME.4 und AS.4 von Malta und Griechenland nach Alexandria. Am 25. Oktober lief die Malaya von Alexandria nach Port Said und geleitete Konvoi AN.5 von dort nach Piräus. Am 4. November geleitete die Malaya Konvoi MW.3 von Alexandria nach Malta und auf dem Rückweg Konvoi ME.3.
Anschließend nahm sie am Angriff auf Tarent in der Nacht vom 11. auf den 12. November 1940 teil. Am 9. Dezember wurde die Malaya an die libysche Küste entsandt, um die Western Desert Force bei ihrem Angriff auf die Kyrenaika zu unterstützen. Dabei beschoss sie italienische Stellungen und Verbindungslinien. Nachdem die Bedrohung der italienischen Marine ausgeschaltet war, wurde die Malaya Ende Dezember Force H unter dem Kommando von Vizeadmiral James Somerville in Gibraltar zugeteilt. Im Januar 1941 geleitete die Malaya im Rahmen von Operation Excess einen weiteren Versorgungskonvoi nach Malta.

#### Operation Grog
Am 8. Februar 1941 veranlasste ein abgefangener Funkspruch die italienische Admiralität (Supermarina) zu der Annahme, dass die Briten versuchten, einen Konvoi in Richtung Osten nach Malta zu führen. Daher erhielt Konteradmiral Angelo Iachino den Befehl mit den Schlachtschiffen Vittorio Veneto, Andrea Doria, Giulio Cesare und acht Zerstörern von La Spezia sowie den Schweren Kreuzern Triest, Trient und Bozen von Messina aus in See zu stechen und sich am Abend des 9. Februar in einem Gebiet nordwestlich von Sardinien zusammenzuschließen. Am 8. Februar verließ Force H, in drei Gruppen geteilt, Gibraltar. Gruppe 1, bestehend aus der Malaya, dem Schlachtkreuzer Renown, dem Flugzeugträger Ark Royal und dem Leichten Kreuzer Sheffield. Gruppe 2 mit den Zerstörern Encounter, Fearless, Foxhound, Foresight, Fury und Jersey. Gruppe 3 bestand aus den Zerstörern Duncan, Firedrake, Isis und Jupiter. Die Gruppen 1 und 2 verließen Gibraltar zunächst als Lockvögel mit Konvoi HG.53 in Richtung Atlantik, kehrten aber in der Nacht um. Gruppe 3 hatte inzwischen Gibraltar in östlicher Richtung verlassen und führte entlang des erwarteten Kurses von Force H U-Boot-Operationen durch, bevor sie sich mit den beiden anderen Gruppen zusammenschloss. Am Morgen des 9. Februar trafen die Malaya, die Renown und die Sheffield vor Genua ein und begannen mit dem Beschuss des Hafengebietes der Stadt und anderer Militärziele. Nachdem Iachino über die Ereignisse informiert worden war, begann er sich aus der Straße von Bonifacio zurückzuziehen, um zu versuchen, die britischen Streitkräfte abzufangen. Aufgrund von schlechtem Wetter war es den Italienern jedoch nicht möglich, die britischen Schiffe ausfindig zu machen, sodass Force H am 11. Februar sicher nach Gibraltar zurückkehrten konnte.

### Atlantik
Mitte Februar 1941 kehrte das Schiff in die Heimat zurück und wurde im Atlantik zum Konvoischutz zwischen Gibraltar und Großbritannien sowie zwischen Sierra Leone und Großbritannien eingesetzt. Am 7. März geleitete die Malaya Konvoi SL-67 nach Großbritannien. Dabei wurde der Konvoi von den beiden deutschen Schlachtschiffen Scharnhorst und Gneisenau etwa 300 Seemeilen nordöstlich von Kap Verde gesichtet. Es kam zu keinem Gefecht, weil die deutschen Schiffe gemäß den Anweisungen der Seekriegsleitung einen direkten Kampf vermeiden sollten. Während die Malaya Konvoi SL-68 von Freetown nach Großbritannien eskortierte, wurde sie in der Nacht des 20. März 1941 etwa 250 Seemeilen nordnordwestlich von Kap Verde von U 106 unter dem Kommando von Kapitänleutnant Jürgen Oesten torpediert. Der Torpedo traf das Schiff an Backbord knapp hinter dem 82. Schott und verursachte erhebliche Schäden. Der Tiefgang betrug vor der Explosion etwa 10,05 m, aber eine Stunde nach dem Treffer war er um 60 cm gestiegen und das Schiff krängte um 12° nach Backbord. Der Angriff erfolgte etwa eine halbe Stunde vor Mitternacht, galt jedoch nicht dem Schlachtschiff selbst. Die Malaya musste ihre Mission abbrechen und von einer Korvette gesichert nach Trinidad ausweichen. Bei der Ankunft in Trinidad wurden Taucher eingesetzt, um den Schaden zu begutachten. Dabei wurden folgende Schäden festgestellt: Drei Panzerplatten waren oberhalb der Torpedowülste eingedrückt worden und die Schiffsseite unmittelbar darunter wies einen horizontalen Riss von etwa 4,30 m Länge und 10 cm Breite auf. Unterhalb des Risses war die Seite ebenfalls eingedrückt. Nach provisorischen Reparaturen begab sich die Malaya in die USA, wo die restlichen Schäden behoben wurden. Nach dem Abschluss der Arbeiten schiffte sie Lord Halifax ein und brachte ihn zurück nach Großbritannien.
Nach ihrer Ankunft am 28. Juli wurde sie dem 2. Schlachtgeschwader der Home Fleet zugeteilt und drei Monate später am 27. Oktober erneut Force H zugewiesen. Im November 1941 zum Flaggschiff der Force H ernannt, nahm die Malaya in den folgenden Monaten an mehreren Operationen zur Verstärkung von Malta und zur Sicherung von Truppentransporten teil. Im April wurde sie Force F zugeteilt, um sich an der alliierten Invasion von Madagaskar zu beteiligen. Am 1. April 1942 verließ sie Gibraltar mit Kurs in Richtung Durban. Am 22. April wurde sie durch die Ramillies ersetzt und dem North Atlantic Command zugeteilt. Dort beteiligte sie sich an der Suche nach französischen Schiffen der Vichy-Regierung. Anfang Juni kehrte sie in die Heimat zurück und nahm ihre Arbeit als Geleitschutz wieder auf. Im November 1942 wurde sie zur Überholung ausgemustert und anschließend für den Einsatz im 2. Schlachtgeschwader der Home Fleet wieder in Dienst gestellt. Da die ständigen Konvoifahrten begannen, ihren Tribut von der Antriebsanlage zu fordern, die immer stärker unter Abnutzungserscheinungen litt, wurde im Sommer 1943 entschieden, das Schiff aus dem aktiven Flottendienst herauszunehmen. Im August wurde die Malaya in Faslane zunächst in den Reservestatus versetzt und im Dezember 1943 ausgemustert.
Am 22. Juni 1944, kurz nach dem Beginn der Invasion in der Normandie, wurde das Schiff jedoch noch einmal reaktiviert, um deutsche Befestigungen entlang der französischen und der holländischen Küste zu bekämpfen. Ihren letzten Kriegseinsatz sah die Malaya am 1. September 1944, als sie deutsche Stellungen auf der bei Saint-Malo liegenden Insel Cézembre beschoss. Die Inselbesatzung kapitulierte einen Tag später. Im Oktober 1944 wurde die Malaya erneut in den Reservestatus versetzt.

### Nachkriegszeit
Am 15. Mai 1945, nach dem Kriegsende in Europa, wurde das Schiff in Portsmouth in Vernon II umbenannt und der Trainingseinrichtung HMS Vernon zugeteilt, wo sie als Kasernenschiff eingesetzt wurde. Im Juni 1947 wurde das Schiff von der Marineliste gestrichen und auf die Abwrackliste gesetzt. Am 20. Februar 1948 wurde es schließlich an BISCO Ltd. zum Abwracken verkauft.

## Technik

### Schiffsmaße
Das Schiff hatte eine Länge über alles von 195 m, eine Breite von 27,60 m und einen Tiefgang von 10,10 m. Die Verdrängung lag zwischen 30.918 und 34.164 t.

### Antrieb
Das Schiff war mit vier Parsons-Turbinen ausgestattet, die jeweils eine Welle antrieben und insgesamt 56.000 Shp (41.188 kW) entwickelten, mit denen es eine Höchstgeschwindigkeit von 25 Knoten (46 km/h) erreichte. Der Dampf wurde von 24 Babcock & Wilcox-Wasserrohrkesseln mit einem Arbeitsdruck von 16,2 bar geliefert. Das Schiff konnte maximal 3.454 t Heizöl mitführen, was ihm bei 10 Knoten (19 km/h) eine Reichweite von 4500 Seemeilen (8.334 km) ermöglichte. Die Besatzung des Schiffes bestand aus 925 bis 951 Mann plus Offiziere.

### Bewaffnung
Die Hauptbewaffnung bestand aus acht 381-mm-Geschützen auf Mk-I-Lafetten in vier Zwillingstürmen vor und hinter den Aufbauten mit den Bezeichnungen „A“, „B“, „X“ und „Y“ von vorne nach achtern. Die Lafetten hatten ein Gewicht von 782 t und einen Aktionsradius von −150 bis +150 Grad. Die Kanonen selbst hatten ein Gewicht von 101 t. Ihre Reichweite lag mit einer maximalen Elevation von +20 Grad und einer Mündungsgeschwindigkeit von 804 m/s bei 26 km. Die Sekundärbewaffnung bestand aus vierzehn 152-mm-Geschützen, von denen zwölf in Kasematten entlang der Breitseite des Schiffes montiert waren und die restlichen zwei auf dem Hauptdeck achtern. Die 152-mm-Kanone mit einem Gewicht von 7 t hatte bei einer maximalen Elevation von 40 Grad eine Reichweite von 12 km. Die 45 kg schweren Granaten erreichten dabei eine Mündungsgeschwindigkeit von 861 m/s. Die Flugabwehr bestand aus zwei 76-mm-Schnellfeuergeschützen. Außerdem war das Schiff mit vier im Rumpf eingelassenen 533-mm-Torpedorohren ausgestattet, zwei auf jeder Breitseite.

### Panzerung
Das Schiff hatte einen Panzergürtel aus Krupp-Zementstahl. Er erstreckte sich über eine Länge von etwa 165 m. Mittschiffs war er 330 mm dick und verjüngte sich unter der Wasserlinie auf 51 mm und an seinen Enden auf 25 mm. Darüber verlief ein 152 mm dicker Plankengang, der sich von der A-Barbette bis zur Y-Barbette erstreckte. Die von 178 bis 254 mm dicken Barbetten umgebenen Geschütztürme hatten an der Front eine 330 mm dicke Panzerung und an den Seiten 279 mm. Die gepanzerten Decks hatten eine Stärke von 25 bis 76 mm. Der Kommandoturm war durch eine 330 mm dicke Panzerung geschützt.

### Sensoren, Feuerleitanlage Aufklärung
Die Malaya war mit zwei Feuerleitrechnern und 4,6-m-Entfernungsmessern ausgestattet, wobei einer oberhalb des Kommandoturms angebracht war, geschützt durch eine gepanzerte Haube, und der andere im Ausguck des Fockmasts. Das Feuerleitsystem für die Torpedos befand sich zusammen mit einem 2,7-m-Entfernungsmesser am hinteren Ende der Aufbauten.

### Umbaumaßnahmen

#### 1934–1936
Der Tiefgang und die Verdrängung wurden durch zusätzliche Gewichte um 20 cm bzw. 944 tn. l. erhöht. Die Feuerleitkontrolltürme wurden an Backbord und Steuerbord auf der verlängerten Plattform für die Feuerleitrechner hinter den Dreibeinmasten neu positioniert. Die 101-mm-Einzelgeschütze wurden durch 101-mm-Zwillingsgeschütze in großen Schilden ersetzt, wovon die beiden achtern sich in Schwalbennestern befanden. Mehrere 40-mm-Pom-Pom-Fla-Geschütze wurden an Backbord und Steuerbord auf einer erhöhten Plattform über dem Schornstein angebracht. Mehrere Vickers-12-mm-Fla-Maschinengewehre wurden an Backbord und Steuerbord auf dem X-Turm angebracht. Der Entfernungsmesser über der Brücke wurde entfernt. Der Entfernungsmesser auf dem Steuerstand wurde durch einen Steilwinkel-Feuerleitrechner ersetzt und ein zweiter wurde auf den hinteren Aufbauten hinzugefügt. Außerdem wurden die verbliebenen Torpedorohre sowie deren Leitstände entfernt.

#### 1941–1943
Die Änderungen an der Malaya waren begrenzt und beschränkten sich hauptsächlich auf eine verstärkte Flakbewaffnung und die Bereitstellung von Hangarräumen für Flugzeuge sowie einen verbesserten Schutz für die Katapultanlage. Maschinen und Kessel blieben unverändert. Das zusätzliche Gewicht, für das kein wirklicher Ausgleich geschaffen wurde, führte jedoch zu einem gewissen Stabilitätsverlust, der mit einer erheblichen Vergrößerung der Verdrängung, einem größeren Tiefgang, einem geringeren Freibord und einer geringeren Geschwindigkeit einherging. Die Verdrängung wurde um etwa 1.000 Tonnen erhöht und die Höchstgeschwindigkeit auf knapp über 22 Knoten reduziert.
Zwischen 1942 und 1943 wurde die Malaya mit einem Feuerleitradar Typ 285 ausgerüstet. Mehrere Pom-Poms wurden an Backbord und Steuerbord auf den hinteren Aufbauten angebracht. 1943 wurden die Vickers-12-mm-Maschinengewehre entfernt und eine unterschiedliche Anzahl von 20-mm-Oerlikon-Zwillings- und Einzelgeschützen auf den Aufbauten, dem Achterdeck und auf den Geschütztürmen „B“ und „X“ angebracht. Außerdem erhielt das Schiff ein Typ-282-Flak-Feuerleitradar für Nahbereich-Sperrfeuer. Die Feuerleitrechner für die leichte Flak wurden in Kuppeln an Backbord und Steuerbord über der Brücke untergebracht. Darüber hinaus wurde die MF/DF-Ausrüstung verbessert, ein Luftwarnradar Typ 281 und ein Oberflächenwarnradar Typ 273 wurden installiert.